# Legio XXII Primigenia
Legio XXII Primigenia (XXII легіон Фортуни Першонародженої) — римський легіон. Мав прізвисько Pia Fidelis, яке отримав від імператора Доміціана у 89 році.

## Історія
Створений у 39 році імператором Калігулою для розташування на Рейнському кордоні. 41 року брав участь у поході проти германського племені хавків. У 43 році отаборився у м. Монгутіаку (сучасне м. Майнц). За часів імператорів Клавдія та Нерона забезпечував захист провінції Верхня Германія.
68 року залишився вірним імператору Нерону у перемозі над повсталим Віндексом. У січневі календи 69 року він не забажав принести присягу імператору Гальбі, але лише сенату і римському народу. Два дні потому легіон вітав імператора Вітеллія і половина його особового складу вирушила з Авлом Цециною до Італії, де билася у першій битві при Бедріаку проти Отона, а потім у другій битві при Бедріаку — проти військ Веспасіана. Інша половина, що залишилася в Германії, виступила на чолі з Гордеонієм Флакком проти бунтівного батава Цивіліса. Спочатку легіон врятував римських військових від облоги Монгутіаку, потім, після смерті легата Гая Діллія Вокули, легіон перейшов на бік Цивіліса, але незабаром повернувся на службу до римського імператора. Надалі своїми успіхами проти повсталих заслужив прощення Веспасіана. Після цього отаборився у Кастрі Ветера (сучасне м. Ксантен).
У 89 році легіон допоміг придушити заколот Луція Антонія Сатурніна проти Доміціана. З 90 року захищав Германський лімес. У 96 році легіон з м. Монгутіак переведно до Паннонії. У 97-98 роках військовим трибуном був Адріан, майбутній імператор. У 101–106 роках стояв у м. Бонна (сучасне м. Бонн). У 122–124 роках вексиляріїв відправлено до провінції Британія для спорудження валу Адріана.
В 140 році брав участь у військовій кампанії проти каледонів (сучасна південна Шотландія). У 161–166 роках частина легіону входила до складу армії під орудою імператора Луція Вера під час війни із Парфією. Після цього повернувся на Рейнський кордон. У 170 році на чолі із легатом Дідієм Юліаном завдав поразки племені хаттів. У 193 році підтримав Септимія Севера у боротьбі за владу. У 196 році звитяжив у битві при Августі Треверумі (сучасне м. Трір), завдяки чому Клодію Альбіну не вдалося вийти до Рейну. У 197 році вексилярії відзначилися у вирішальній битві при Лугдуні (сучасне м. Ліон), де Септимій Север завдав остаточної поразки Клодію Альбіну. У 197–198 роках частина легіону була учасником походу імператора Севера проти Парфії. У 207 та 208 роках частини легіону залучені для придушення бунтівників у Галлії та Іспанії. З 208 до 211 року у складі армії імператора Септимія Севера воював проти піктів та каледонів.
Слідом за цим повернувся до захисту кордону на Рейні. У 213 році — учасник військової кампанії на чолі з імператором Каракаллою проти германського племені алеманів. У 233 році частина легіону залучена під час війни імператора Олександра Севера проти Персії. 235 року отаборився у Монгутіаку, де брав участь у поході проти алеманнів спочатку під орудою Олександра Севера, а після загибелі останнього, імператора Максиміна Фракійця. За наказом імператора Гордіана III частину легіону відправлено до провінції Африка.
В 247–248 роках воював проти племені карпів у Дакії. Надалі стояв у фортецях на Дунаї. За часи імператора Галлієна звитяжив 268 року у битві при Наїссі (сучасне м. Ніш) проти племені готів, допомагав боротися проти Постума, засновника Галльської імперії. За це карбувався на монетах Галлієна. Після загибелі Галлієна легіон перейшов на бік Постума, проти якого повстав легат легіону Леліан, захопивши на 42 доби владу у Галльській імперії, проте швидко легіон підтримав Вікторина, володаря Галльської імперії. За це останній карбував емблему легіону на своїх монетах. У 274 році повернувся під оруду римського імператора  Авреліана.
У 285–290 роках частина легіону увійшла до армії імператора Максиміана боротися з галльськими повсталими багаудами. Потім вексилярії легіону діяли проти узурпатора Караузія. У 300 році легіон знову отаборився в Монгутіаку, проте окремі частини легіону стояли у фортах уздовж Рейну. За імператора Костянтина Великого легіон займався зміцненням укріплення у 308–315 роках та облаштуванням громадських будівель у прирейнських містах.
Протягом 351–368 років зазнав суттєвих втрат під час боїв проти алеманів. За цим відомостей про легіон немає.